# Uz (Cabeceiras de Basto)
Uz ist ein Dorf in der ehemaligen Gemeinde Vilar de Cunhas im Norden Portugals. 
Das Dorf lebt traditionell von Vieh- und Landwirtschaft. Es ist dabei stark von Abwanderung geprägt. 2014 lebten hier 49 Menschen.
Der junge portugiesische Regisseur João Pedro Plácido porträtierte das Dorf 2014 mit seinem international prämierten Dokumentarfilm Volta à Terra.